# Forges-la-Forêt

Forges-la-Forêt este o comună în departamentul Ille-et-Vilaine, Franța. În 1 ianuarie 2022 avea o populație de 265 de locuitori.